# 新井正明
新井 正明（あらい まさあき、1912年〈大正元年〉12月1日 - 2003年〈平成15年〉11月27日）は、日本の実業家。住友生命保険社長・会長、松下政経塾理事長、関西師友協会会長を歴任した。

## 経歴
群馬県吾妻郡原町（現・東吾妻町）で山口三郎平の四男として生まれ、1924年（大正13年）南画家の新井洞巌の養子となった。旧制第一高等学校を経て、1937年（昭和12年）東京帝国大学卒業後、住友本社入社。住友生命に配属。1938年（昭和13年）に召集を受け、歩兵第15連隊に入隊し、ハイラルの第8国境警備隊に所属。1939年（昭和14年）ノモンハン事件での戦傷により右脚を切断。1940年（昭和15年）より復職。
1950年（昭和25年）、取締役。1966年（昭和41年）、社長。1979年（昭和54年）、会長。1986年（昭和61年）、名誉会長。また、1973年（昭和48年）から生命保険協会会長を務めた。
その他にも、思想家・安岡正篤の思想に共鳴して親炙し、1977年（昭和52年） - 2003年（平成15年）まで関西師友協会会長を、1990年（平成2年） - 2000年（平成12年）までは松下政経塾理事長を務めた。関西経済同友会代表幹事も任された（昭和47年度、昭和52年度）。
2003年（平成15年）11月27日午前6時30分、肺炎のため大阪市内の病院で死去。90歳没。
東洋哲学に造詣が深く、致知出版社から古典に関する著書を刊行している。

## 著書
- 『古教、心を照らす』(版：致知出版社)
- 『心花、静裏に開く』(版：致知出版社)
- 『先哲の言葉』(版：致知出版社)